# Borough de Pendle
Pour La colline de Pendle, voir Pendle Hill.

Localisation du district de Pendle au sein du Lancashire.

Pendle est un district du comté du Lancashire, en Angleterre, au Royaume-Uni. Pendle comprend notamment les villes de: 
- Barley
- Barnoldswick
- Brierfield
- Colne
- Laneshawbridge
- Nelson
- Roughlee
- Wheatley Lane
- Wycoller

Pendle vient du nom de Pendle Hill, une colline qui domine le district. Pendle est un endroit idéal pour des marcheurs.
Pendle était l'un des centres industriels du nord de l'Angleterre du XVIIe siècle au XXe siècle. Pendle est la capitale mondiale du magasin de textile[réf. nécessaire].
Pendle est jumelée à la ville de Creil depuis 1974.